# Sakda Joemdee
Sakda Joemdee (Rayong, 7 aprile 1982) è un ex calciatore thailandese, di ruolo centrocampista.

## Carriera

### Club
Ha cominciato a giocare all'Osotsapa Bangkok. Nel 2003 è passato all'HAGL. Nel 2004 si è trasferito al Ngân hàng Đông Á. Nel 2006 ha firmato un contratto con il Tiền Giang. Nel 2007 è passato al Persijap Jeapara. Nel 2008 è stato acquistato dall'HAGL. Nel 2015 si è trasferito allo Jumpasri United. Nel 2017 è stato acquistato dall'Udon Thani, con cui ha concluso la propria carriera.

### Nazionale
Ha debuttato in Nazionale il 10 febbraio 2002, nell'amichevole Thailandia-Singapore (4-0), subentrando a Thanunchai Baribarn al minuto 61. Ha messo a segno la sua prima rete con la maglia della Nazionale il 27 dicembre 2002, in Vietnam-Thailandia (0-4), in cui ha siglato la rete del definitivo 0-4 al minuto 90. Ha collezionato in totale, con la maglia della Nazionale, 19 presenze e due reti.